# Noruega en los Juegos Olímpicos de Helsinki 1952
Noruega estuvo representada en los Juegos Olímpicos de Helsinki 1952 por un total de 102 deportistas que compitieron en 14 deportes.  
El portador de la bandera en la ceremonia de apertura fue el atleta Martin Stokken.

## Medallistas
El equipo olímpico noruego obtuvo las siguientes medallas:
| Nombre                                                            | Deporte | Competición                     |
| ----------------------------------------------------------------- | ------- | ------------------------------- |
| Oro                                                               |         |                                 |
| Erling Kongshaug                                                  | Tiro    | Rifle en tres posiciones 50 m M |
| John Larsen                                                       | Tiro    | Ciervo móvil mixto 100 m M      |
| Sigve Lie Håkon Barfod Thor Thorvaldsen                           | Vela    | Dragon M                        |
| Plata                                                             |         |                                 |
| Peder Lunde Vibeke Lunde Børre Falkum-Hansen                      | Vela    | 5.5 Metre M                     |
| Finn Ferner Johan Ferner Erik Heiberg Carl Mortensen Tor Arneberg | Vela    | 6 Metre M                       |
| Bronce                                                            |         |                                 |
| —                                                                 |         |                                 |